# Gelderswoude
Gelderswoude est un village de la commune néerlandaise de Zoeterwoude, dans la province de la Hollande-Méridionale. En 2009, le village comptait environ 90 habitants.